# Llau de Mallunys
La llau de Mallunys és una llau del terme de Gavet de la Conca, pertanyent a l'antic municipi de Sant Serni.
Es forma en els vessants occidentals del Serrat de Guamis, a prop i al sud-oest del poble de Sant Serni, per la unió de la Llaueta, que baixa del poble esmentat, i la llau del Clot Fondo, que baixa pròpiament del serrat esmentat.
Davalla cap a l'oest-nord-oest, per tal d'unir-se de seguida al barranc de Reculada, que va a cercar la Noguera Pallaresa a ran de la central hidroelèctrica de Reculada.